# Gran Premio motociclistico di Gran Bretagna 2013
Il Gran Premio motociclistico di Gran Bretagna 2013 è stato il dodicesimo Gran Premio della stagione 2013. Le gare si sono disputate il 1º settembre 2013 sul circuito di Silverstone. Nelle tre classi i vincitori sono stati: Jorge Lorenzo in MotoGP, Scott Redding in Moto2 e Luis Salom in Moto3.
Da questa stagione, viene riutilizzata la configurazione con la partenza tra le curve Woodcote e Copse già impiegata nell'edizione 2010.

## MotoGP
Dopo cinque gare di assenza dal gradino più alto del podio, Jorge Lorenzo con la Yamaha YZR-M1 del team Yamaha Factory Racing ottiene la vittoria in gara, segnando la sua personale quarantottesima affermazione in carriera nel motomondiale, ventisettesima nella classe MotoGP, quarta in questa stagione. Completano il podio altri due piloti spagnoli, con Marc Márquez (al cinquantesimo podio in carriera nel motomondiale) secondo e Dani Pedrosa terzo, entrambi su Honda RC213V del team Repsol Honda.
Al termine di questa gara, la contesa per il titolo mondiale rimane ristretta proprio ai tre piloti spagnoli, con Márquez primo in graduatoria con 30 punti di vantaggio su Pedrosa e Lorenzo terzo a meno 39 dal leader di campionato.
Aleix Espargaró si conferma il migliore tra i piloti partecipanti con moto CRT, decimo in gara con la ART del team Power Electronics Aspar.
Ben Spies e Karel Abraham sono costretti a saltare questa gara per infortunio, ma soltanto il primo viene sostituito da Michele Pirro, mentre il team Cardion AB Motoracing (squadra per la quale corre Abraham) decide di non partecipare al GP, non ingaggiando un sostituto per il suo pilota.

### Arrivati al traguardo
| Pos. | Nº | Pilota          | Squadra                   | Motocicletta       | Giri | Tempo           | Griglia | Punti |
| ---- | -- | --------------- | ------------------------- | ------------------ | ---- | --------------- | ------- | ----- |
| 1º   | 99 | Jorge Lorenzo   | Yamaha Factory Racing     | Yamaha YZR-M1      | 20   | 40min 52s 515ms | 2º      | 25    |
| 2º   | 93 | Marc Márquez    | Repsol Honda              | Honda RC213V       | 20   | +0.081          | 1º      | 20    |
| 3º   | 26 | Dani Pedrosa    | Repsol Honda              | Honda RC213V       | 20   | +1.551          | 5º      | 16    |
| 4º   | 46 | Valentino Rossi | Yamaha Factory Racing     | Yamaha YZR-M1      | 20   | +13.233         | 6º      | 13    |
| 5º   | 19 | Álvaro Bautista | Go&Fun Honda Gresini      | Honda RC213V       | 20   | +13.298         | 8º      | 11    |
| 6º   | 6  | Stefan Bradl    | LCR Honda                 | Honda RC213V       | 20   | +20.227         | 4º      | 10    |
| 7º   | 35 | Cal Crutchlow   | Monster Yamaha Tech 3     | Yamaha YZR-M1      | 20   | +26.299         | 3º      | 9     |
| 8º   | 69 | Nicky Hayden    | Ducati Team               | Ducati Desmosedici | 20   | +35.993         | 9º      | 8     |
| 9º   | 38 | Bradley Smith   | Monster Yamaha Tech 3     | Yamaha YZR-M1      | 20   | +36.119         | 10º     | 7     |
| 10º  | 41 | Aleix Espargaró | Power Electronics Aspar   | ART GP13           | 20   | +53.196         | 12º     | 6     |
| 11º  | 29 | Andrea Iannone  | Energy T.I. Pramac Racing | Ducati Desmosedici | 20   | +59.058         | 16º     | 5     |
| 12º  | 51 | Michele Pirro   | Ignite Pramac Racing      | Ducati Desmosedici | 20   | +1'00.710       | 15º     | 4     |
| 13º  | 8  | Héctor Barberá  | Avintia Blusens           | FTR MGP13          | 20   | +1'01.690       | 14º     | 3     |
| 14º  | 5  | Colin Edwards   | NGM Mobile Forward Racing | FTR MGP13 Kawasaki | 20   | +1'01.843       | 11º     | 2     |
| 15º  | 9  | Danilo Petrucci | Came IodaRacing Project   | Ioda-Suter MMX1    | 20   | +1'08.833       | 18º     | 1     |
| 16º  | 14 | Randy de Puniet | Power Electronics Aspar   | ART GP13           | 20   | +1'09.063       | 13º     |       |
| 17º  | 71 | Claudio Corti   | NGM Mobile Forward Racing | FTR MGP13 Kawasaki | 20   | +1'16.474       | 20º     |       |
| 18º  | 7  | Hiroshi Aoyama  | Avintia Blusens           | FTR MGP13          | 20   | +1'16.535       | 21º     |       |
| 19º  | 70 | Michael Laverty | Paul Bird Motorsport      | PBM 01             | 20   | +1'32.057       | 19º     |       |
| 20º  | 68 | Yonny Hernández | Paul Bird Motorsport      | ART GP13           | 20   | +1'36.224       | 17º     |       |
| 21º  | 67 | Bryan Staring   | Go&Fun Honda Gresini      | FTR MGP13 Honda    | 20   | +2'00.635       | 23º     |       |

### Ritirati
| Nº | Pilota           | Squadra                 | Motocicletta       | Giri | Griglia |
| -- | ---------------- | ----------------------- | ------------------ | ---- | ------- |
| 4  | Andrea Dovizioso | Ducati Team             | Ducati Desmosedici | 18   | 7º      |
| 52 | Lukáš Pešek      | Came IodaRacing Project | Ioda-Suter MMX1    | 1    | 22º     |

## Moto2
Il pilota britannico Scott Redding con la Kalex Moto2 del team Marc VDS Racing vince la gara, conquistando la terza affermazione stagionale (in precedenza aveva già vinto in Francia ed in Italia). Alle sue spalle, completano il podio: al secondo posto Takaaki Nakagami (autore della pole position) ed al terzo Thomas Lüthi, con Esteve Rabat quarto, quindi primo pilota fuori dalla zona podio.
Redding, alla seconda vittoria al GP di Gran Bretagna dopo quella del 2008 nella classe 125 (prima vittoria della sua carriera nel motomondiale), rafforza il primo posto in campionato portandosi a 38 punti di vantaggio su Pol Espargaró, secondo nella graduatoria mondiale ma solo all'ottavo posto in questa gara.
Mike Di Meglio, infortunato, viene sostituito da Jason O'Halloran, mentre Gino Rea partecipa grazie all'assegnazione di una wildcard.
Anthony West nel Gran Premio di Francia 2012 era risultato positivo a controlli antidoping, per tale motivo il 31 ottobre 2012 dopo il GP d'Australia è stata presa la decisione di annullare il risultato ottenuto in Francia e di squalificarlo per un mese, cosa che non gli ha permesso di partecipare all'ultima tappa del campionato 2012, a Valencia. In seguito, il 28 novembre 2013, vengono annullati tutti i suoi risultati ottenuti nei 17 mesi successivi al GP di Francia della stagione precedente, fra cui quello di questa gara.

### Arrivati al traguardo
| Pos. | Nº | Pilota              | Squadra                   | Motocicletta       | Giri | Tempo           | Griglia | Punti |
| ---- | -- | ------------------- | ------------------------- | ------------------ | ---- | --------------- | ------- | ----- |
| 1º   | 45 | Scott Redding       | Marc VDS Racing           | Kalex Moto2        | 18   | 38min 22s 897ms | 2º      | 25    |
| 2º   | 30 | Takaaki Nakagami    | Italtrans Racing          | Kalex Moto2        | 18   | +1.066          | 1º      | 20    |
| 3º   | 12 | Thomas Lüthi        | Interwetten Paddock       | Suter MMX2         | 18   | +1.170          | 5º      | 16    |
| 4º   | 80 | Esteve Rabat        | Tuenti HP 40              | Kalex Moto2        | 18   | +1.427          | 4º      | 13    |
| 5º   | 77 | Dominique Aegerter  | Technomag carXpert        | Suter MMX2         | 18   | +2.226          | 8º      | 11    |
| 6º   | 36 | Mika Kallio         | Marc VDS Racing           | Kalex Moto2        | 18   | +8.142          | 7º      | 10    |
| 7º   | 5  | Johann Zarco        | Came Iodaracing Project   | Suter MMX2         | 18   | +12.146         | 3º      | 9     |
| 8º   | 40 | Pol Espargaró       | Tuenti HP 40              | Kalex Moto2        | 18   | +13.228         | 6º      | 8     |
| 9º   | 3  | Simone Corsi        | NGM Mobile Racing         | Speed Up SF13      | 18   | +15.162         | 22º     | 7     |
| 10º  | 54 | Mattia Pasini       | NGM Mobile Racing         | Speed Up SF13      | 18   | +15.225         | 12º     | 6     |
| 11º  | 18 | Nicolás Terol       | Aspar Team                | Suter MMX2         | 18   | +20.734         | 11º     | 5     |
| 12º  | 60 | Julián Simón        | Italtrans Racing          | Kalex Moto2        | 18   | +22.353         | 15º     | 4     |
| 13º  | 81 | Jordi Torres        | Aspar Team                | Suter MMX2         | 18   | +25.657         | 10º     | 3     |
| 14º  | 15 | Alex De Angelis     | NGM Mobile Forward Racing | Speed Up SF13      | 18   | +25.994         | 16º     | 2     |
| 15º  | 24 | Toni Elías          | Blusens Avintia           | Kalex Moto2        | 18   | +28.900         | 14º     | 1     |
| 16º  | 23 | Marcel Schrötter    | Maptaq SAG Zelos          | Kalex Moto2        | 18   | +32.012         | 17º     |       |
| 17º  | 88 | Ricard Cardús       | NGM Mobile Forward Racing | Speed Up SF13      | 18   | +32.730         | 18º     |       |
| 18º  | 52 | Danny Kent          | Tech 3                    | Tech 3 Mistral 610 | 18   | +32.800         | 26º     |       |
| 19º  | 4  | Randy Krummenacher  | Technomag carXpert        | Suter MMX2         | 18   | +40.942         | 13º     |       |
| 20º  | 11 | Sandro Cortese      | Dynavolt Intact GP        | Kalex Moto2        | 18   | +50.507         | 23º     |       |
| 21º  | 49 | Axel Pons           | Tuenti HP 40              | Kalex Moto2        | 18   | +50.623         | 28º     |       |
| 22º  | 72 | Yūki Takahashi      | Idemitsu Honda Team Asia  | Moriwaki MD600     | 18   | +51.003         | 25º     |       |
| 23º  | 96 | Louis Rossi         | Tech 3                    | Tech 3 Mistral 610 | 18   | +51.526         | 21º     |       |
| 24º  | 22 | Jason O'Halloran    | JiR Moto2                 | TSR 6              | 18   | +51.856         | 24º     |       |
| 25º  | 7  | Doni Tata Pradita   | Federal Oil Gresini       | Suter MMX2         | 18   | +1'24.159       | 31º     |       |
| 26º  | 10 | Thitipong Warokorn  | Thai Honda PTT Gresini    | Suter MMX2         | 18   | +1'25.074       | 30º     |       |
| 27º  | 97 | Rafid Topan Sucipto | QMMF Racing               | Speed Up SF13      | 17   | +1 giro         | 29º     |       |

### Ritirati
| Nº | Pilota          | Squadra                      | Motocicletta  | Giri | Griglia |
| -- | --------------- | ---------------------------- | ------------- | ---- | ------- |
| 19 | Xavier Siméon   | Maptaq SAG Zelos             | Kalex Moto2   | 17   | 9º      |
| 8  | Gino Rea        | Gino Rea Montaze Broz Racing | FTR M213      | 16   | 20º     |
| 17 | Alberto Moncayo | Argiñano & Gines Racing      | Speed Up SF13 | 3    | 19º     |

### Non partiti
| Nº | Pilota          | Squadra                 | Motocicletta  |
| -- | --------------- | ----------------------- | ------------- |
| 27 | Dani Rivas      | Blusens Avintia         | Kalex Moto2   |
| 44 | Steven Odendaal | Argiñano & Gines Racing | Speed Up SF13 |

### Squalificato
| Nº | Pilota       | Squadra     | Motocicletta  | Giri | Tempo   | Griglia |
| -- | ------------ | ----------- | ------------- | ---- | ------- | ------- |
| 95 | Anthony West | QMMF Racing | Speed Up SF13 | 18   | +50.214 | 27º     |

## Moto3
Seconda vittoria consecutiva per Luis Salom del team Red Bull KTM Ajo, che dopo aver vinto il precedente GP della Repubblica Ceca, si conferma in prima posizione anche in questa gara. Sono stati quattro connazionali di Salom (tutti alla guida di KTM RC 250 GP) a contendergli la vittoria, con Álex Rins secondo, Álex Márquez terzo e Maverick Viñales quarto, dopo aver ottenuto la pole position il giorno precedente la gara.
Salom approfitta del quarto posto di Viñales, secondo in campionato e suo principale inseguitore, incrementando il suo punteggio in testa alla classifica, per portarsi a 26 punti di vantaggio nella generale.
Da segnalare come, grazie alle vittorie conseguite dai suoi piloti nella totalità delle gare corse fino a questo momento (12 vittorie sulle 12 in calendario), la KTM acquisisce il titolo costruttori al termine di questo GP, con sei prove d'anticipo rispetto al termine del campionato.
Kyle Ryde e Wayne Ryan corrono questa gara con lo status di wildcard.

### Arrivati al traguardo
| Pos. | Nº | Pilota              | Squadra                      | Motocicletta   | Giri | Tempo           | Griglia | Punti |
| ---- | -- | ------------------- | ---------------------------- | -------------- | ---- | --------------- | ------- | ----- |
| 1º   | 39 | Luis Salom          | Red Bull KTM Ajo             | KTM RC 250 GP  | 17   | 38min 17s 291ms | 3º      | 25    |
| 2º   | 42 | Álex Rins           | Estrella Galicia 0,0         | KTM RC 250 GP  | 17   | +0.049          | 2º      | 20    |
| 3º   | 12 | Álex Márquez        | Estrella Galicia 0,0         | KTM RC 250 GP  | 17   | +0.698          | 6º      | 16    |
| 4º   | 25 | Maverick Viñales    | Team Calvo                   | KTM RC 250 GP  | 17   | +0.849          | 1º      | 13    |
| 5º   | 44 | Miguel Oliveira     | Mahindra Racing              | Mahindra MGP3O | 17   | +20.561         | 8º      | 11    |
| 6º   | 94 | Jonas Folger        | Mapfre Aspar                 | Kalex KTM      | 17   | +20.625         | 5º      | 10    |
| 7º   | 8  | Jack Miller         | Caretta Technology - RTG     | FTR M313       | 17   | +20.631         | 4º      | 9     |
| 8º   | 10 | Alexis Masbou       | Ongetta-Rivacold             | FTR M313       | 17   | +20.882         | 10º     | 8     |
| 9º   | 84 | Jakub Kornfeil      | Redox RW Racing GP           | Kalex KTM      | 17   | +24.970         | 17º     | 7     |
| 10º  | 7  | Efrén Vázquez       | Mahindra Racing              | Mahindra MGP3O | 17   | +25.288         | 13º     | 6     |
| 11º  | 32 | Isaac Viñales       | Ongetta-Centro Seta          | FTR M313       | 17   | +25.601         | 7º      | 5     |
| 12º  | 5  | Romano Fenati       | San Carlo Team Italia        | FTR M313       | 17   | +25.684         | 12º     | 4     |
| 13º  | 23 | Niccolò Antonelli   | Go&Fun Gresini               | FTR M313       | 17   | +26.612         | 9º      | 3     |
| 14º  | 17 | John McPhee         | Caretta Technology - RTG     | FTR M313       | 17   | +28.602         | 19º     | 2     |
| 15º  | 31 | Niklas Ajo          | Avant Tecno                  | KTM RC 250 GP  | 17   | +34.145         | 11º     | 1     |
| 16º  | 65 | Philipp Öttl        | Tec Interwetten Moto3 Racing | Kalex KTM      | 17   | +34.187         | 16º     |       |
| 17º  | 3  | Matteo Ferrari      | Ongetta-Centro Seta          | FTR M313       | 17   | +34.824         | 22º     |       |
| 18º  | 77 | Lorenzo Baldassarri | Go&Fun Gresini               | FTR M313       | 17   | +42.427         | 23º     |       |
| 19º  | 11 | Livio Loi           | Marc VDS Racing              | Kalex KTM      | 17   | +48.640         | 32º     |       |
| 20º  | 63 | Zulfahmi Khairuddin | Red Bull KTM Ajo             | KTM RC 250 GP  | 17   | +48.952         | 20º     |       |
| 21º  | 9  | Toni Finsterbusch   | Kiefer Racing                | Kalex KTM      | 17   | +48.964         | 26º     |       |
| 22ª  | 22 | Ana Carrasco        | Team Calvo                   | KTM RC 250 GP  | 17   | +48.993         | 30ª     |       |
| 23º  | 29 | Hyuga Watanabe      | La Fonte Tascaracing         | FTR M313       | 17   | +49.528         | 25º     |       |
| 24º  | 61 | Arthur Sissis       | Red Bull KTM Ajo             | KTM RC 250 GP  | 17   | +49.853         | 18º     |       |
| 25º  | 66 | Florian Alt         | Kiefer Racing                | Kalex KTM      | 17   | +57.510         | 29º     |       |
| 26º  | 21 | Luca Amato          | Ambrogio Racing              | Suter MMX3     | 17   | +1'19.491       | 31º     |       |
| 27º  | 37 | Kyle Ryde           | Racing Steps Foundation KRP  | KRP M3-02      | 17   | +1'21.415       | 35º     |       |
| 28º  | 53 | Jasper Iwema        | RW Racing GP                 | Kalex KTM      | 17   | +1'21.469       | 34º     |       |
| 29º  | 57 | Eric Granado        | Mapfre Aspar                 | Kalex KTM      | 17   | +1'57.071       | 24º     |       |
| 30º  | 98 | Wayne Ryan          | Racing Steps Foundation KRP  | KRP M3-02      | 16   | +1 giro         | 33º     |       |

### Ritirati
| Nº | Pilota             | Squadra               | Motocicletta | Giri | Griglia |
| -- | ------------------ | --------------------- | ------------ | ---- | ------- |
| 41 | Brad Binder        | Ambrogio Racing       | Suter MMX3   | 15   | 14º     |
| 19 | Alessandro Tonucci | La Fonte Tascaracing  | FTR M313     | 14   | 15º     |
| 4  | Francesco Bagnaia  | San Carlo Team Italia | FTR M313     | 2    | 21º     |
| 58 | Juanfran Guevara   | CIP Moto3             | TSR3C        | 0    | 27º     |
| 89 | Alan Techer        | CIP Moto3             | TSR3C        | 0    | 28º     |